# Vuelta a Andalucía 2011
La 57ª edición de la Vuelta a Andalucía (oficialmente: Vuelta a Andalucía-Ruta Ciclista Del Sol) se disputó entre el 20 y el 24 de febrero de 2011 con un recorrido de 680,6 km divididos en un prólogo y 4 etapas, con inicio en Benahavís y final en Antequera. 
La prueba perteneció al UCI Europe Tour de los Circuitos Continentales UCI, dentro de la categoría 2.1.
Participaron 17 equipos. Los 2 equipos españoles de categoría UCI ProTeam (Movistar Team y Euskaltel-Euskadi); los 3 de categoría Profesional Continental (Andalucía Caja Granada, Geox-TMC y Caja Rural); y 1 de categoría Continental (Orbea Continental). En cuanto a representación extranjera, estuvieron 9 equipos: los ProTeam del Leopard Trek, Team RadioShack, Katusha Team, Sky Procycling, Rabobank Cycling Team, Omega Pharma-Lotto y Vacansoleil-DCM Pro Cycling Team; los Profesionales Continentales del Team NetApp, Skil-Shimano y Saur-Sojasun; y el Continental griego del KTM-Murcia. Formando así un pelotón de 119 ciclistas, con 7 corredores cada equipo, de los que acabaron 109.
El ganador final fue Markel Irizar (quien además se hizo con la clasificación del primer español). Le acompañaron en el podio Jurgen Van Den Broeck y Levi Leipheimer respectivamente.
En las clasificaciones secundarias se impusieron Óscar Freire (puntos, al ganar dos etapas), Javier Ramírez (montaña), Jan Bakelants (metas volantes), RadioShack (equipos), , Jurgen Van Den Broeck (combinada), y José Alberto Benítez (primer andaluz).

## Etapas
| Etapa   | Fecha         | Recorrido                  | km        | Ganador                | Líder            |
| ------- | ------------- | -------------------------- | --------- | ---------------------- | ---------------- |
| Prólogo | 20 de febrero | Benahavís-Benahavís        | 6,8 (CRI) | Jimmy Engoulvent       | Jimmy Engoulvent |
| 2ª      | 21 de febrero | Almuñécar-Adra             | 161,8     | Jonathan Hivert        | Markel Irizar    |
| 3ª      | 22 de febrero | Villa de Otura-Jaén        | 175,3     | Francisco José Ventoso | Markel Irizar    |
| 4ª      | 23 de febrero | La Guardia de Jaén-Córdoba | 174       | Óscar Freire           | Markel Irizar    |
| 5ª      | 24 de febrero | Córdoba-Antequera          | 162,7     | Óscar Freire           | Markel Irizar    |

## Clasificaciones finales
| \| 1. \| Markel Irizar \| 16h 27' 21" \| \| 2. \| Jurgen Van den Broeck \| + 1" \| \| 3. \| Levi Leipheimer \| + 2" \| \| 4. \| Jérôme Coppel \| + 3" \| \| 5. \| Luis Pasamontes \| + 8" \| \| 6. \| Thomas Lövkvist \| + 8" \| \| 7. \| Rigoberto Urán \| + 9" \| \| 8. \| Haimar Zubeldia \| + 12" \| \| 9. \| Samuel Sánchez \| + 16" \| \| 10. \| Ivan Rovny \| + 18" \| |                       |             |
| 1. | Markel Irizar         | 16h 27' 21" |
| 2. | Jurgen Van den Broeck | + 1"        |
| 3. | Levi Leipheimer       | + 2"        |
| 4. | Jérôme Coppel         | + 3"        |
| 5. | Luis Pasamontes       | + 8"        |
| 6. | Thomas Lövkvist       | + 8"        |
| 7. | Rigoberto Urán        | + 9"        |
| 8. | Haimar Zubeldia       | + 12"       |
| 9. | Samuel Sánchez        | + 16"       |
| 10. | Ivan Rovny            | + 18"       |

| \| 1. \| Óscar Freire \| 66 p. \| \| 2. \| Jimmy Engoulvent \| 49 p. \| \| 3. \| Francisco José Ventoso \| 45 p. \| |                        |       |
| 1. | Óscar Freire           | 66 p. |
| 2. | Jimmy Engoulvent       | 49 p. |
| 3. | Francisco José Ventoso | 45 p. |

| \| 1. \| Javier Ramírez \| 28 p. \| \| 2. \| Fabio Duarte \| 19 p. \| \| 3. \| David de la Cruz \| 12 p. \| |                  |       |
| 1. | Javier Ramírez   | 28 p. |
| 2. | Fabio Duarte     | 19 p. |
| 3. | David de la Cruz | 12 p. |

| \| 1. \| Jan Bakelants \| 6 p. \| \| 2. \| Javier Moreno \| 5 p. \| \| 3. \| Fabio Duarte \| 3 p. \| |               |      |
| 1.                                                                                                   | Jan Bakelants | 6 p. |
| 2.                                                                                                   | Javier Moreno | 5 p. |
| 3.                                                                                                   | Fabio Duarte  | 3 p. |

| \| 1. \| Radioshack \| 11h 18' 36" \| \| 2. \| Sky \| + 18" \| \| 3. \| Movistar \| + 24" \| |            |             |
| 1.                                                                                           | Radioshack | 11h 18' 36" |
| 2.                                                                                           | Sky        | + 18"       |
| 3.                                                                                           | Movistar   | + 24"       |

| Clasificación de la combinada                                                                          |                             |
| --- | --------------------------- |
| \| 1. \| Jurgen Van Den Broeck 27 p. \| \| 2. \| Marco Marcato 33 p. \| \| 3. \| Fabio Duarte 69 p. \| |                             |
| 1. | Jurgen Van Den Broeck 27 p. |
| 2. | Marco Marcato 33 p.         |
| 3. | Fabio Duarte 69 p.          |

| Primer andaluz                                                                         |                      |
| -------------------------------------------------------------------------------------- | -------------------- |
| \| 1. \| José Alberto Benítez \| \| 2. \| Antonio Piedra \| \| 3. \| Javier Ramírez \| |                      |
| 1.                                                                                     | José Alberto Benítez |
| 2.                                                                                     | Antonio Piedra       |
| 3.                                                                                     | Javier Ramírez       |

| Primer español                                                                    |                 |
| --------------------------------------------------------------------------------- | --------------- |
| \| 1. \| Markel Irizar \| \| 2. \| Luis Pasamontes \| \| 3. \| Haimar Zubeldia \| |                 |
| 1.                                                                                | Markel Irizar   |
| 2.                                                                                | Luis Pasamontes |
| 3.                                                                                | Haimar Zubeldia |